# Батумский государственный драматический театр имени И. Чавчавадзе
Батумский государственный драматический театр имени И. Чавчавадзе — драматический театр в Батуми. Массивное здание театра впечатляет своими величественными высокими колоннами, украшенными яркими росписями. Стены также оживлены изящным орнаментом. После захода солнца, здание озаряется подсветкой, что делает невозможным не заметить его в ночном городе.

## История
С 1912 года в Батуми выступали сезонные профессиональные труппы.
В 1937 году труппу батумского театра составили выпускники аджарской студии Грузинского театра им. Ш. Руставели (Тбилиси).
В 1952 г. было построено здание московским архитектором Л. С. Теплицким.

## Репертуар
Среди спектаклей:
- «Хозяйка гостиницы» Гольдони (1937)
- «Алькасар» Мдивани (1937)
- «Киквидзе» Дарасели (1942)
- «Багратион» Шеваршидзе (1942)
- «Изгнанник» Важа-Пшавела (1945)
- «Царь Эдип» Софокла (1946)
- «Наири» Лория (1951)
- «Отелло» Шекспира (1959)
- «Я, бабушка, Илико и Илларион» Думбадзе и Лордкипанидзе (1960)
- «Ожидание» Халваши (1961)
- «Мой сын Симон» Самсония (1963)
- «Святые в аду» Гецадзе (1967)
- «Мост» Чхаидзе (1969)
- «Заря Колхиды» К. А. Лордкипанидзе (1970).

## Труппа
В труппе театра (1971): народные артисты Грузинской ССР Ю. О. Кобаладзе, А. Д. Мгеладзе, Н. И. Тетрадзе, М. М. Хиникадзе и другие.
Главный режиссёр — Кавтарадзе (в 1969—1972 гг.).